# Barbara Pompili
Barbara Pompili (Bois-Bernard, 13 de juny de 1975) és una política francesa, Ministra de Transició Ecològica amb el Primer ministre Jean Castex des de juliol de 2020.
Pompili va ser membre de l'Assemblea Nacional per la segona circumscripció de Somme des de 2017. Membre de La República En Marxa! (REM) des de 2017, va ser membre dels Verds (LV) de 2000 a 2010 i Europa Ecologia-Els Verds (EELV) de 2010 fins al 2015. Pompili va ser Secretària d'Estat de Biodiversitat de 2016 a 2017.

## Biografia
Nascuda a Bois-Bernard, Pas de Calais, Pompili va créixer a Liévin. Es va llicenciar en Ciències polítiques a Lilla.
Elegida a l'Assemblea Nacional en les eleccions legislatives de 2012, Pompili va ser la primera presidenta femenina d'un grup parlamentari a la cambra baixa, coliderant el grup EELV amb François de Rugy, des del 2012 fins al 2016. També va participar en la Comissió d'Educació i Afers Culturals.
El 2016, Pompili va ser nomenada Secretària d'Estat de Biodiversitat en el govern de Primer ministre Manuel Valls, amb la Ministra d'Ecologia, Ségolène Royal. Va ser reconfirmada amb el govern del Primer ministre Bernard Cazeneuve. Durant el temps al càrrec, va supervisar l'entrada d'un impost francès per l'oli de palma i una prohibició dels neonicotinoides el 2016.
Pompili va ser una seguidora d'Emmanuel Macron en la Eleccions presidencials franceses de 2017 i subsegüentment va ser candidata de La República En Marxa! (EM) a Somme, on va treure representació de 2012 fins a 2016. Va ser reelegida en la Eleccions legislatives franceses de 2017; Pompili de llavors ençà ha estat presidenta del Comitè de Desenvolupament Sostenible. En aquest càrrec, va dirigir el 2018 una investigació parlamentària per la seguretat nuclear de França.
El setembre de 2018, després que François de Rugy la nomena al govern, Pompili va postular-se per la presidència de l'Assemblea Nacional. En un vot intern dins del grup parlamentari LREM, va quedar segona; el càrrec va anar al llavors president del grup Richard Ferrand.

## Posicions polítiques
El juliol de 2019, Pompili va decidir no alinear-se amb la majoria del seu grup parlamentari i va ser un dels 52 membres de LREM que es van abstenir en el vot de la ratificació francesa Acord Integral d'Economia i Comerç (CETA) de la Unió Europea amb el Canadà.